# TVA 40
TVA 40 è stata un'emittente televisiva laziale, fondata da Franco Arnaudi il 2 ottobre 1976.

## Storia
Sorta a Tivoli, ebbe la sua prima sede nella locale Villa Adriana e veniva trasmessa nel canale uhf 40, donde il nome ("TVA" significava "Tele Villa Adriana"). Il suo primo palinsesto proponeva film, telefilm, cartoni animati, comiche, le rubriche Voce della Montagna, Itinerari Romani, Collage Musicale, rubriche sportive di calcio e di pugilato, un tg locale, le rubriche Pronto Regione, Prima scuola, Medicina nutrizione attualità e cultura e un notiziario serale nonché grande spazio al mercato immobiliare.
All'inizio degli anni Ottanta TVA 40 si trasferì a Roma, in via Appia Nuova: da questo momento l'acronimo passò a significare "Trasmissioni Video Audio". Ebbe più successo di pubblico: la trasmissione più seguita della rete era indubbiamente Ottava nota, condotta per circa venti anni dal chitarrista italo-inglese Richard Benson.
Nel 1988 entrò nella syndication Cinquestelle. Nel 1990, a seguito dell'approvazione della legge Mammì, TVA 40 inoltrò al Ministero delle comunicazioni la richiesta di concessione per operare: tale domanda ricevette risposta favorevole nel 1994. Nella stagione 1997-1998 lavorò per TVA 40 Gianfranco Funari, che fu insieme a Benson il personaggio più noto tra quelli che collaborarono alla rete: il giornalista capitolino era al timone del programma Quarta generazione.
Entrata successivamente in crisi, con l'arrivo del digitale terrestre i suoi 11 impianti radiotelevisivi con relative frequenze vennero acquistati dalla RTI nel giugno del 2003, anche se l'Antitrust diede parere favorevole all'operazione solo nel dicembre del 2004: di lì a poco TVA 40 chiuse i battenti. Negli ultimi anni della sua storia ebbe la sede in via Boccea 903/bis a Roma.